# Jessica Salazar (cyclisme)
Jessica Salazar Valles, née le 21 septembre 1995 à Guadalajara, est une coureuse cycliste mexicaine. Spécialisée dans les épreuves de sprint sur piste, elle est championne panaméricaine de vitesse par équipes en 2015 et 2016, de vitesse en 2016 et du 500 mètres en 2015, 2016 et 2017.
Depuis les championnats panaméricains de 2016, elle détient le record du monde des 500 mètres départ arrêté en 32 s 268.

## Biographie
Alors qu'elle devait participer aux compétitions de sprint sur piste des Jeux olympiques de Tokyo, reportés en octobre 2021, elle n'est finalement pas retenue par sa fédération. C'est également le cas pour sa compatriote Lizbeth Salazar (aucun lien de parenté), qui n'a pas été retenue de façon inexplicable pour l'omnium. En revanche, Jessica Salazar est choisie comme remplaçante pour l'omnium, une épreuve qu'elle n'a jamais disputé. La nouvelle a créé la controverse dans tout le pays après que les deux athlètes se soient avérées les meilleures tout au long du processus de sélection. En raison d'une mauvaise compréhension des règles, la Fédération mexicaine de cyclisme a finalement perdu les deux quotas, ayant choisi deux athlètes qui n'avaient pas les points nécessaires pour participer aux Jeux. En septembre, la Fédération mexicaine est provisoirement suspendue par l'Union cycliste internationale « pour violations graves des obligations auxquelles cette dernière est assujettie ». En octobre, les deux coureuses portent plainte contre leur fédération. 

## Palmarès

### Jeux olympiques
- Paris 2024
  - 5e de la vitesse par équipes

### Championnats du monde
- Saint-Quentin-en-Yvelines 2015
  - 11e de la vitesse par équipes (avec Daniela Gaxiola)[4].
- Londres 2016
  - 10e du 500 mètres[5].
  - 12e de la vitesse par équipes (avec Daniela Gaxiola)[6].
- Hong Kong 2017
  - 9e de la vitesse par équipes (avec Yuli Verdugo)[7] (éliminée en qualifications[8]).
  - 10e du 500 mètres[9].
- Apeldoorn 2018
  - 7e de la vitesse par équipes (avec Daniela Gaxiola)[10] (éliminée au premier tour[11]).
  - 12e du 500 mètres[12].
- Pruszków 2019
  - 4e de la vitesse par équipes (avec Yuli Verdugo et Daniela Gaxiola)[13] (éliminée au premier tour[14]).
  - 5e du 500 mètres[15].
- Berlin 2020
  -  Médaillée d'argent du 500 mètres.
  - 8e de la vitesse par équipes (avec Daniela Gaxiola)[16] (éliminée au premier tour[17]).
  - 22e de la vitesse individuelle[18] (éliminée en seizièmes de finale[19]).
- Ballerup 2024
  - 5e de la vitesse par équipes (avec Daniela Gaxiola et Yuli Verdugo)[20].
  - 20e du 500 mètres[21].
  - 27e de la vitesse individuelle[22].

### Coupe des nations
- 2023
  - 1re de la vitesse par équipes à Milton (avec Daniela Gaxiola et Yuli Verdugo)
- 2024
  - 2e de la vitesse par équipes à Milton

### Championnats panaméricains
- Santiago 2015
  -  Médaillée d'or du 500 mètres
  -  Médaillée d'or de la vitesse par équipes (avec Daniela Gaxiola)
  -  Médaillée de bronze du keirin
- Aguascalientes 2016
  -  Médaillée d'or du 500 mètres
  -  Médaillée d'or de la vitesse individuelle
  -  Médaillée d'or de la vitesse par équipes (avec Yuli Verdugo)
- Couva 2017
  -  Médaillée d'or du 500 mètres
- Aguascalientes 2018
  -  Médaillée d'or du 500 mètres
  -  Médaillée d'or de la vitesse par équipes
  -  Médaillée d'argent de la vitesse individuelle
- Cochabamba 2019
  -  Médaillée d'or du 500 mètres
  -  Médaillée d'argent de la vitesse par équipes
  - 5e de la vitesse individuelle[23].
- Lima 2022
  -  Médaillée d'argent de la vitesse par équipes
- San Juan 2023
  -  Médaillée d'or de la vitesse par équipes (avec Yuli Verdugo et Daniela Gaxiola)
  -  Médaillée de bronze du 500 mètres
- Los Angeles 2024
  -  Médaillée d'or de la vitesse par équipes (avec Yuli Verdugo et Daniela Gaxiola)
  -  Médaillée d'argent du 500 mètres

### Jeux panaméricains
- Lima 2019
  -  Médaillée d'or de la vitesse par équipes
- Santiago 2023
  -  Médaillée d'or de la vitesse par équipes

### Jeux d'Amérique centrale et des Caraïbes
- Barranquilla 2018
  -  Médaillée d'or du 500 mètres
  -  Médaillée d'or du keirin
  -  Médaillée d'or de la vitesse individuelle
- San Salvador 2023
  -  Médaillée d'or de la vitesse par équipes

### Championnats nationaux
- Championne du Mexique du 500 mètres en 2015, 2019 et 2020
- Championne du Mexique du keirin en 2015 et 2018
- Championne du Mexique de vitesse par équipes en 2015, 2019, 2020 et 2021
- Championne du Mexique de vitesse individuelle en 2018